# Uwe Bein
Uwe Bein (født 26. september 1960 i Heringen, Vesttyskland) er en tidligere tysk fodboldspiller, der som midtbanespiller på det vesttyske landshold var med til at vinde guld ved VM i 1990 i Italien. Han spillede i alt 17 landskampe og scorede tre mål.
På klubplan spillede Bein for de tyske klubber Kickers Offenbach, 1. FC Köln, Hamburger SV samt Eintracht Frankfurt. Inden sit karrierestop nåede han også at spille tre år i japanske Urawa Red Diamonds.

## Titler
VM
- 1990 med Vesttyskland